# Pierre Mareschal
 (mai 2022).
Si vous disposez d'ouvrages ou d'articles de référence ou si vous connaissez des sites web de qualité traitant du thème abordé ici, merci de compléter l'article en donnant les références utiles à sa vérifiabilité et en les liant à la section « Notes et références ».
Pierre Mareschal était directeur de la photographie pour la télévision française à partir des années 1960 jusqu'au milieu des années 1980.

## Filmographie

### Télévision
- 1964 : Sacha Guitry dans Cinéastes de notre temps
- 1971 : Le bouton de rose
- 1971 : François Gaillard série
- 1971 : Les Enquêtes du commissaire Maigret de Claude Barma, épisode : Maigret à l'école
- 1971 : Les Enquêtes du commissaire Maigret de Claude Barma, épisode : Maigret en vacances
- 1972 : Les Rois maudits - épisode Le roi de fer
- 1972 : Les Rois maudits - épisode La reine étranglée
- 1973 : Les Rois maudits - épisode Les poisons de la couronne
- 1973 : Les Rois maudits - épisode La loi des mâles
- 1973 : Les Rois maudits - épisode La louve de France
- 1973 : Les Rois maudits - épisode Le lis et le lion
- 1973 : Poof de Lazare Iglesis
- 1974 : Un bon patriote de Gérard Vergez
- 1974 : La logeuse
- 1975 : La Mort d'un touriste d'Abder Isker
- 1977 : L'enlèvement du régent - Le chevalier d'Harmental de Gérard Vergez
- 1978 : Les Enquêtes du commissaire Maigret, épisode : Maigret et le tueur de Marcel Cravenne
- 1981 : Vendredi ou la vie sauvage de Gérard Vergez
- 1981 : Carte Vermeil de Alain Levent
- 1981 : Le piège à loups de Jean Kerchbron
- 1981 : T'es grand et puis t'oublies de Serge Moati
- 1982 : La longuelune de Jean-Daniel Verhaeghe
- 1983 : Le Crime de Pierre Lacaze de Jean Delannoy
- 1983 : La métamorphose de Jean-Daniel Verhaeghe
- 1983 : L'étrange château du docteur Lerne de Jean-Daniel Verhaeghe
- 1984 : Le rat d'Elisabeth Huppert
- 1984 : L'An Mil, de Jean-Dominique de La Rochefoucauld

### Théâtre
- 1978 : Boulevard Feydeau de Georges Feydeau : On purge bébé

## Source
« Pierre Mareschal » (présentation), sur l'Internet Movie Database